# Suraya Pakzad
Suraya Pakzad est une militante sociale afghane qui agit pour les droits des femmes.
Elle fonde, en 1998 , la Voix des femmes, une association qui a commencé par l'enseignement de la lecture aux femmes. Depuis, elle leur fournit un abri, en cas de mariage forcé ou de violences, mais également des conseils et de la formation professionnelle,. Cette association a travaillé en secret, jusqu'en 2001, en raison du régime des talibans,,. À deux reprises, les femmes ayant appris à lire ont dû brûler leurs livres de peur d'être prises.
La Voix des femmes a été reconnue comme étant une organisation non gouvernementale officielle, en 2001 et elle est reconnue officiellement, par le gouvernement afghan, en 2002. L'association a également contribué à l'élaboration de la constitution afghane.
En 2008, Suraya Pakzad obtient du département d'État des États-Unis, le prix international de la femme de courage. La même année, elle reçoit la médaille Malali, de la part du président de l'Afghanistan.
En 2009, elle est classée dans le top 100 des personnes les plus influentes au monde, par le magazine Time. En 2010, elle reçoit un doctorat honorifique de l'université de Pennsylvanie et un Associate degree honorifique ès arts du Burlington County College (en) et également le prix citoyen du monde de la fondation Clinton.
En 2011, le magazine Newsweek la nomme parmi les 150 femmes qui ont secoué le monde. En 2012, elle reçoit le prix du Leader féminin de l'année de la part de la fondation du leadership féminin Astraia en Allemagne.

## Sources
- (en) Cet article est partiellement ou en totalité issu de l’article de Wikipédia en anglais intitulé « Suraya Pakzad » (voir la liste des auteurs).